# Strada statale 342 Briantea
Die Strada Statale 342 „Briantea“ ist eine italienische Staatsstraße.

## Geschichte
Die Straße wurde 1962 als Staatsstraße von Bergamo über Como nach Varese gewidmet und erhielt die Nummer 342 und die Bezeichnung „Briantea“.
Später wurde der Abschnitt zwischen Bergamo und Montano Lucino entwidmet und zur Provinzialstraße herabgestuft. 2021 wurde dies rückgägnig gemacht und die Straße ist wieder Staatsstraße. Lediglich bei Bergamo läuft die Straße über eine Neubaustrecke nach Treviolo und die alte Strecke blieb Provinzialstraße.

## Verlauf
Die SS 342 fängt in Bergamo an und führt in Richtung Westen bis zu Varese.